# Sampans
Sampans est une commune française située dans le département du Jura, dans la région culturelle et historique de Franche-Comté et la région administrative Bourgogne-Franche-Comté.
Ses habitants sont les Sampenois et Sampenoises ou Sampantais et Sampantaises.

## Géographie

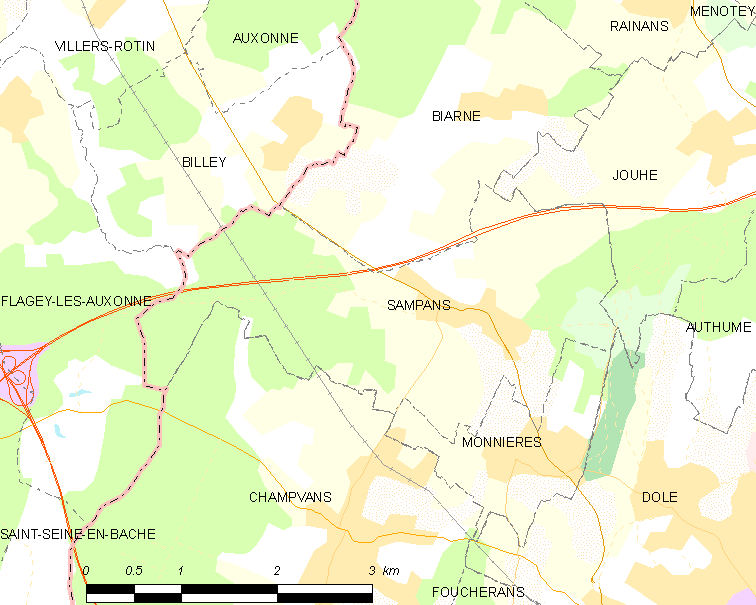
Situation de Sampans.

### Climat
Pour des articles plus généraux, voir Climat de la Bourgogne-Franche-Comté et Climat du département du Jura.
En 2010, le climat de la commune est de type climat des marges montargnardes, selon une étude du Centre national de la recherche scientifique s'appuyant sur une série de données couvrant la période 1971-2000. En 2020, Météo-France publie une typologie des climats de la France métropolitaine dans laquelle la commune est exposée à un climat semi-continental et est dans la région climatique  Bourgogne, vallée de la Saône, caractérisée par un bon ensoleillement (1 900 h/an), un été chaud (18,5 °C), un air sec au printemps et en été et des vents faibles. 
Pour la période 1971-2000, la température annuelle moyenne est de 10,7 °C, avec une amplitude thermique annuelle de 17,5 °C. Le cumul annuel moyen de précipitations est de 986 mm, avec 13,4 jours de précipitations en janvier et 7,9 jours en juillet. Pour la période 1991-2020, la température moyenne annuelle observée sur la station météorologique de Météo-France la plus proche, « Dole », sur la commune de Dole à 5 km à vol d'oiseau, est de 11,6 °C et le cumul annuel moyen de précipitations est de 1 023,0 mm. 
La température maximale relevée sur cette station est de 40 °C, atteinte le 31 juillet 2020 ; la température minimale est de −24 °C, atteinte le 10 janvier 1985,,. 
Les paramètres climatiques de la commune ont été estimés pour le milieu du siècle (2041-2070) selon différents scénarios d'émission de gaz à effet de serre à partir des nouvelles projections climatiques de référence DRIAS-2020. Ils sont consultables sur un site dédié publié par Météo-France en novembre 2022.

## Urbanisme

### Typologie
Au 1er janvier 2024, Sampans est catégorisée ceinture urbaine, selon la nouvelle grille communale de densité à sept niveaux définie par l'Insee en 2022.
Elle est située hors unité urbaine. Par ailleurs la commune fait partie de l'aire d'attraction de Dole, dont elle est une commune de la couronne,. Cette aire, qui regroupe 87 communes, est catégorisée dans les aires de 50 000 à moins de 200 000 habitants,.

### Occupation des sols
L'occupation des sols de la commune, telle qu'elle ressort de la base de données européenne d’occupation biophysique des sols Corine Land Cover (CLC), est marquée par l'importance des territoires agricoles (46,1 % en 2018), en diminution par rapport à 1990 (48,7 %). La répartition détaillée en 2018 est la suivante : 
forêts (42,1 %), terres arables (34,8 %), zones urbanisées (8,3 %), zones agricoles hétérogènes (7,3 %), prairies (4 %), milieux à végétation arbustive et/ou herbacée (3,5 %). L'évolution de l’occupation des sols de la commune et de ses infrastructures peut être observée sur les différentes représentations cartographiques du territoire : la carte de Cassini (XVIIIe siècle), la carte d'état-major (1820-1866) et les cartes ou photos aériennes de l'IGN pour la période actuelle (1950 à aujourd'hui).

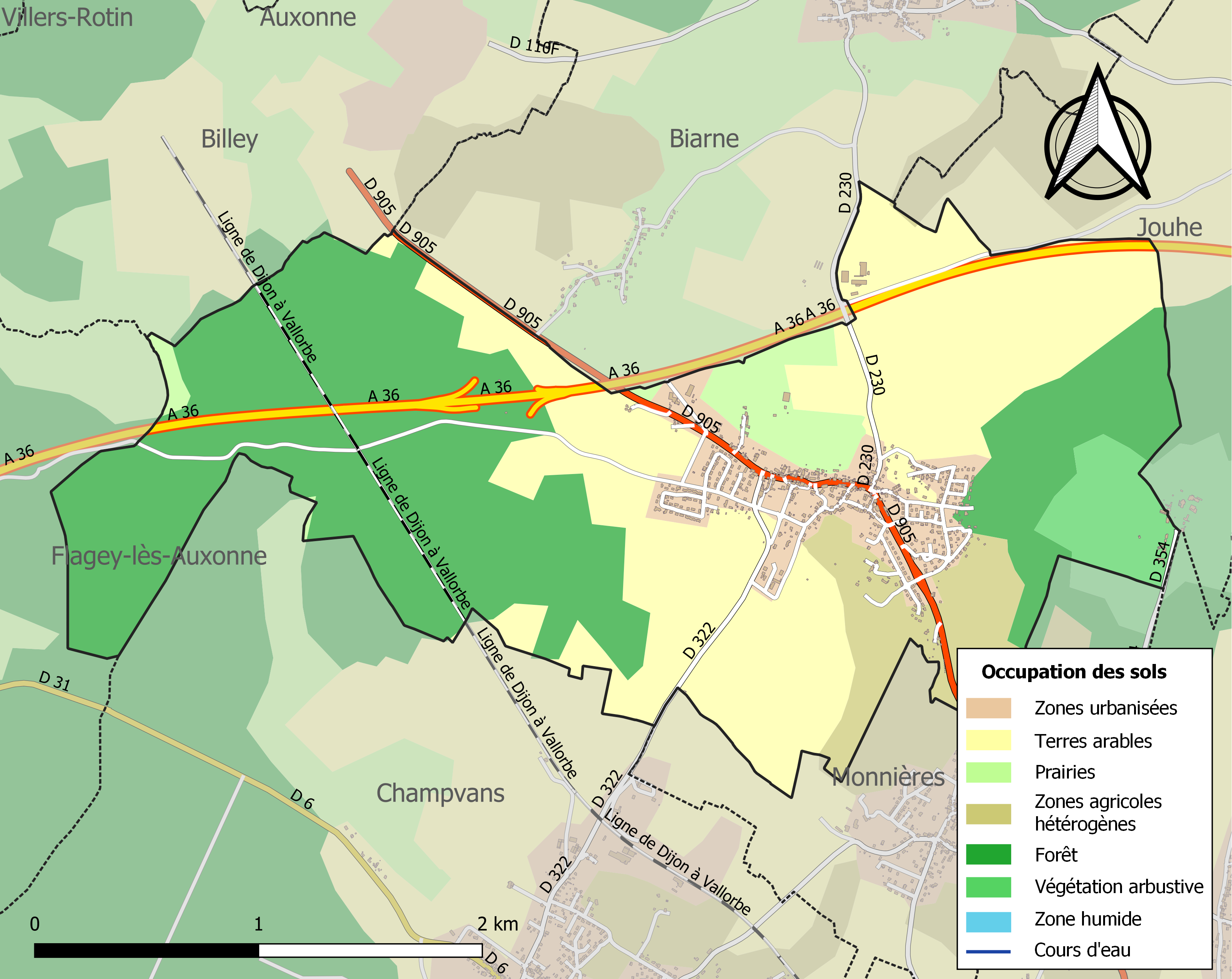
Carte des infrastructures et de l'occupation des sols de la commune en 2018 (CLC).

## Politique et administration
| Période                | Période          | Identité                                | Étiquette | Qualité                          |
| ---------------------- | ---------------- | --------------------------------------- | --------- | -------------------------------- |
| vers 1797              | février 1808     | Pierre Philippe Guéney                  |           |                                  |
| vers 1808              | 2 septembre 1811 | Jean-Claude MAGDELAINE                  |           |                                  |
| septembre-octobre 1811 | novembre 1812    | Anne Gabriel ROBERT                     |           |                                  |
|                        | vers 1843        | Claude François Genty                   |           |                                  |
| vers 1843              |                  | Genty                                   |           |                                  |
| vers 1855              |                  | Sébastien Hurtard                       |           |                                  |
| vers 1867              |                  | Claude Nicolas Edouard Guéneau de Mussy |           |                                  |
| vers 1871              |                  | Faivre                                  |           |                                  |
| vers 1878              |                  | Faivre                                  |           |                                  |
| vers 1887              |                  | Faivre                                  |           |                                  |
| vers 1913              | 1919             | Hippolyte Huguenet                      |           |                                  |
| 1919                   | 1929             | Victor Friquet                          |           |                                  |
| 1929                   | 19..             | Séraphin Athier                         |           | Chevalier de la Légion d'honneur |
| 1960                   | 1965             | Émile Gaudard                           |           |                                  |
| 1965                   | 1971             | Geneviève Dromard                       |           |                                  |
| 1971                   | 1989             | Yves Tirquit                            |           |                                  |
| 1989                   | 1993             | Daniel Miny                             |           | Démissionnaire en 1993           |
| 1993                   | 1995             | Yves Tirquit                            |           | Intérimaire puis élu en 1994     |
| juin 1995              | novembre 2018    | Gérard Coutrot                          |           | Agent technique                  |
| novembre 2018          | En cours         | Gérard Ginet                            |           |                                  |

## Démographie
L'évolution du nombre d'habitants est connue à travers les recensements de la population effectués dans la commune depuis 1793. Pour les communes de moins de 10 000 habitants, une enquête de recensement portant sur toute la population est réalisée tous les cinq ans, les populations de référence des années intermédiaires étant quant à elles estimées par interpolation ou extrapolation. Pour la commune, le premier recensement exhaustif entrant dans le cadre du nouveau dispositif a été réalisé en 2006.

En 2022, la commune comptait 1 114 habitants, en évolution de −3,47 % par rapport à 2016 (Jura : −0,81 %, France hors Mayotte : +2,11 %).
| 1793 | 1800 | 1806 | 1821 | 1831 | 1836 | 1841 | 1846 | 1851 |
| ---- | ---- | ---- | ---- | ---- | ---- | ---- | ---- | ---- |
| 541  | 598  | 650  | 622  | 697  | 698  | 725  | 735  | 726  |

| 1856 | 1861 | 1866 | 1872 | 1876 | 1881 | 1886 | 1891 | 1896 |
| ---- | ---- | ---- | ---- | ---- | ---- | ---- | ---- | ---- |
| 615  | 592  | 596  | 561  | 567  | 502  | 525  | 506  | 470  |

| 1901 | 1906 | 1911 | 1921 | 1926 | 1931 | 1936 | 1946 | 1954 |
| ---- | ---- | ---- | ---- | ---- | ---- | ---- | ---- | ---- |
| 456  | 430  | 382  | 401  | 406  | 401  | 389  | 421  | 482  |

| 1962 | 1968 | 1975 | 1982 | 1990 | 1999 | 2006 | 2011 | 2016  |
| ---- | ---- | ---- | ---- | ---- | ---- | ---- | ---- | ----- |
| 504  | 500  | 539  | 668  | 675  | 708  | 777  | 972  | 1 154 |

| 2021  | 2022  | - | - | - | - | - | - | - |
| ----- | ----- | - | - | - | - | - | - | - |
| 1 143 | 1 114 | - | - | - | - | - | - | - |

## Lieux et monuments

### Voies
| 45 odonymes recensés à Sampans au 8 décembre 2013             | 45 odonymes recensés à Sampans au 8 décembre 2013 | 45 odonymes recensés à Sampans au 8 décembre 2013 | 45 odonymes recensés à Sampans au 8 décembre 2013 | 45 odonymes recensés à Sampans au 8 décembre 2013 | 45 odonymes recensés à Sampans au 8 décembre 2013 | 45 odonymes recensés à Sampans au 8 décembre 2013 | 45 odonymes recensés à Sampans au 8 décembre 2013 | 45 odonymes recensés à Sampans au 8 décembre 2013 | 45 odonymes recensés à Sampans au 8 décembre 2013 | 45 odonymes recensés à Sampans au 8 décembre 2013 | 45 odonymes recensés à Sampans au 8 décembre 2013 | 45 odonymes recensés à Sampans au 8 décembre 2013 | 45 odonymes recensés à Sampans au 8 décembre 2013 | 45 odonymes recensés à Sampans au 8 décembre 2013 | 45 odonymes recensés à Sampans au 8 décembre 2013 |
| Allée                                                         | Avenue                                            | Chemin                                            | Cour                                              | Escalier                                          | Impasse                                           | Place                                             | Quai                                              | Rampe                                             | Route                                             | Rue                                               | Ruelle                                            | Sentier                                           | Villa                                             | Autres                                            | Total                                             |
| ------------------------------------------------------------- | ------------------------------------------------- | ------------------------------------------------- | ------------------------------------------------- | ------------------------------------------------- | ------------------------------------------------- | ------------------------------------------------- | ------------------------------------------------- | ------------------------------------------------- | ------------------------------------------------- | ------------------------------------------------- | ------------------------------------------------- | ------------------------------------------------- | ------------------------------------------------- | ------------------------------------------------- | ------------------------------------------------- |
| 0                                                             | 0                                                 | 7                                                 | 0                                                 | 0                                                 | 3                                                 | 0                                                 | 0                                                 | 0                                                 | 0                                                 | 29                                                | 2                                                 | 0                                                 | 0                                                 | 4                                                 | 45                                                |
| Notes « N »                                                   | Notes « N »                                       | 1. 2. 3. 4. 5. 6.                                 | 1. 2. 3. 4. 5. 6.                                 | 1. 2. 3. 4. 5. 6.                                 | 1. 2. 3. 4. 5. 6.                                 | 1. 2. 3. 4. 5. 6.                                 | 1. 2. 3. 4. 5. 6.                                 | 1. 2. 3. 4. 5. 6.                                 | 1. 2. 3. 4. 5. 6.                                 | 1. 2. 3. 4. 5. 6.                                 | 1. 2. 3. 4. 5. 6.                                 | 1. 2. 3. 4. 5. 6.                                 | 1. 2. 3. 4. 5. 6.                                 | 1. 2. 3. 4. 5. 6.                                 | 1. 2. 3. 4. 5. 6.                                 |
| Sources : rue-ville.info & OpenStreetMap & FNACA-GAJE du Jura |                                                   |                                                   |                                                   |                                                   |                                                   |                                                   |                                                   |                                                   |                                                   |                                                   |                                                   |                                                   |                                                   |                                                   |                                                   |

## Personnalités liées à la commune
- Simon Recordon (1750-1828), général des armées de la République, y est né.
- Jules Machard (1839-1900), peintre.
- l'oncle d'Hubert-Félix Thiéfaine, curé de la paroisse[17].

### Cartes
1. ↑  IGN, « Évolution comparée de l'occupation des sols de la commune sur cartes anciennes », sur remonterletemps.ign.fr (consulté le 15 juillet 2023).